# Гологлаз Чернова
Гологла́з Черно́ва (лат. Ablepharus chernovi) — вид пресмыкающихся из рода гологлазов семейства сцинковых. Этот вид назван в честь советского герпетолога Сергея Чернова (1903—1964) его учеником И. С. Даревским. Ранее считался подвидом европейского гологлаза, но в 1997 году ранг был поднят до вида. Новые исследования 2005 года подтвердили видовой ранг этого таксона.

## Внешний вид
Гологлаз Чернова — мелкая ящерица: длина тела составляет до 5,2 см, хвост примерно в полтора раз длиннее. Имеет сверху тёмно-бронзовый или светло-бронзовый цвет с характерным золотистым отливом. Гологлаз Чернова вокруг середины тела имеет 18—22 чешуи, а отверстие уха полностью скрыто или слабо заметно под чешуёй туловища. На верхней стороне туловища имеются 6 светлых продольных линий с тёмным пунктиром. Конечности пятипалые и слабо развиты. Имеются сросшиеся веки. Нижнее веко срослось с верхним, образовав неподвижное прозрачное окошко.

## Биология и экология
Эти ящерицы обитают преимущественно в каменистых разнотравно-злаковых горно-ксерофитных степях, на пологих склонах — среди мелких камней, под которыми проводят большую часть времени. Обычно зимовка продолжается до конца марта. В жаркие и сухие летние месяцы скрываются в глубокие убежища и появляются на поверхности в сентябре. Гологлазы Чернова питаются беспозвоночными: в основном насекомыми и паукообразными.
Сезон размножения начинается с апреля и заканчивается в июне, когда самки откладывают 2—4 шаровидных яиц диаметром до 5 мм. Детеныши вылупляются из яиц с конца августа до конца сентября.

## Распространение
Встречаются на территориях Армении (только в долине в среднем течении реки Раздан, численность популяции составляет примерно 250—300 особей, а территория обитания — 3—4 км²), Турции (в разных частях центрального, южного и юго-восточного регионов) и Сирии (северная прибрежная часть). В основном обитают на высоте 500—2200 м над уровнем моря (более точные данные неизвестны).

## Подвиды
Этот вид имеет 4 подвида:
- Ablepharus chernovi chernovi  Darevsky, 1953
- Ablepharus chernovi eiselti  Schmidtler[нем.], 1997
- Ablepharus chernovi isauriensis  Schmidtler, 1997
- Ablepharus chernovi ressli  Schmidtler, 1997

## Взаимодействие с человеком
Вид занесен в Красную книгу МСОП (оценивается как Least Concern — находятся под наименьшей угрозой), а также в Красную книгу Армении (CR A2ac; B2ab(ii, iii) — находится в критическом состоянии).